# Museum für Archäologie Thurgau
Das Museum für Archäologie Thurgau liegt im Zentrum der Altstadt von Frauenfeld und ist eines von sechs kantonalen Museen im Kanton Thurgau. Schwerpunkt der Ausstellung ist eine Zeitreise von den prähistorischen Pfahlbauern über die Römer bis hin zu einem Schlachtfeld Napoleons aus dem Jahre 1799.

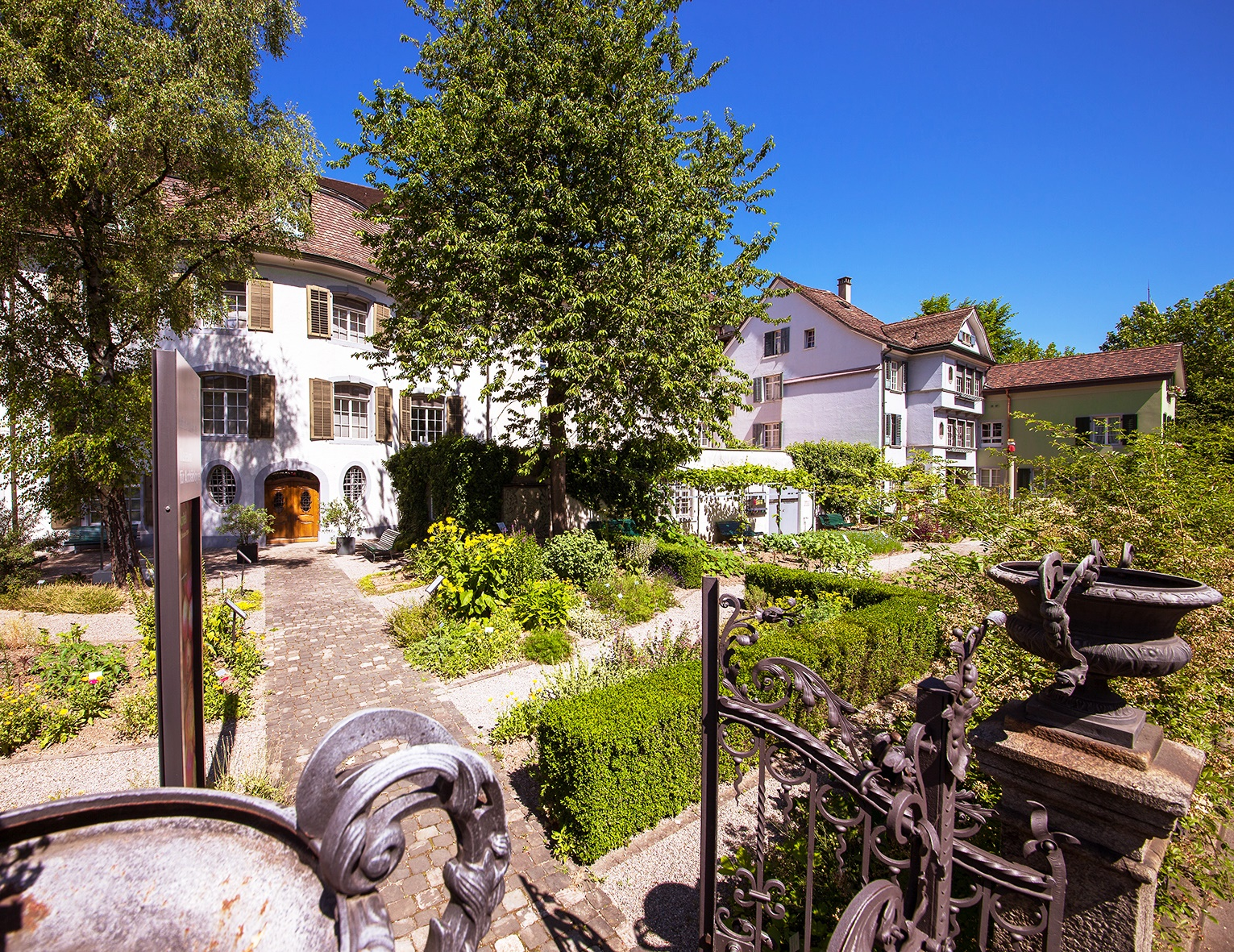
Museumseingang durch den Museumsgarten in Frauenfeld.

## Geschichte
Das Museum für Archäologie wurde im Sommer 1996 in den ehemaligen Räumen des kantonalen Untersuchungsgefängnisses eröffnet. Unter demselben Dach ist auch das Naturmuseum Thurgau untergebracht. Zuvor waren Teile der ur- und frühgeschichtlichen Sammlung im Historischen Museum Schloss Frauenfeld ausgestellt. Seit der Eröffnung wurden die Räume mehrfach umgestaltet und aktualisiert.

## Sammlung

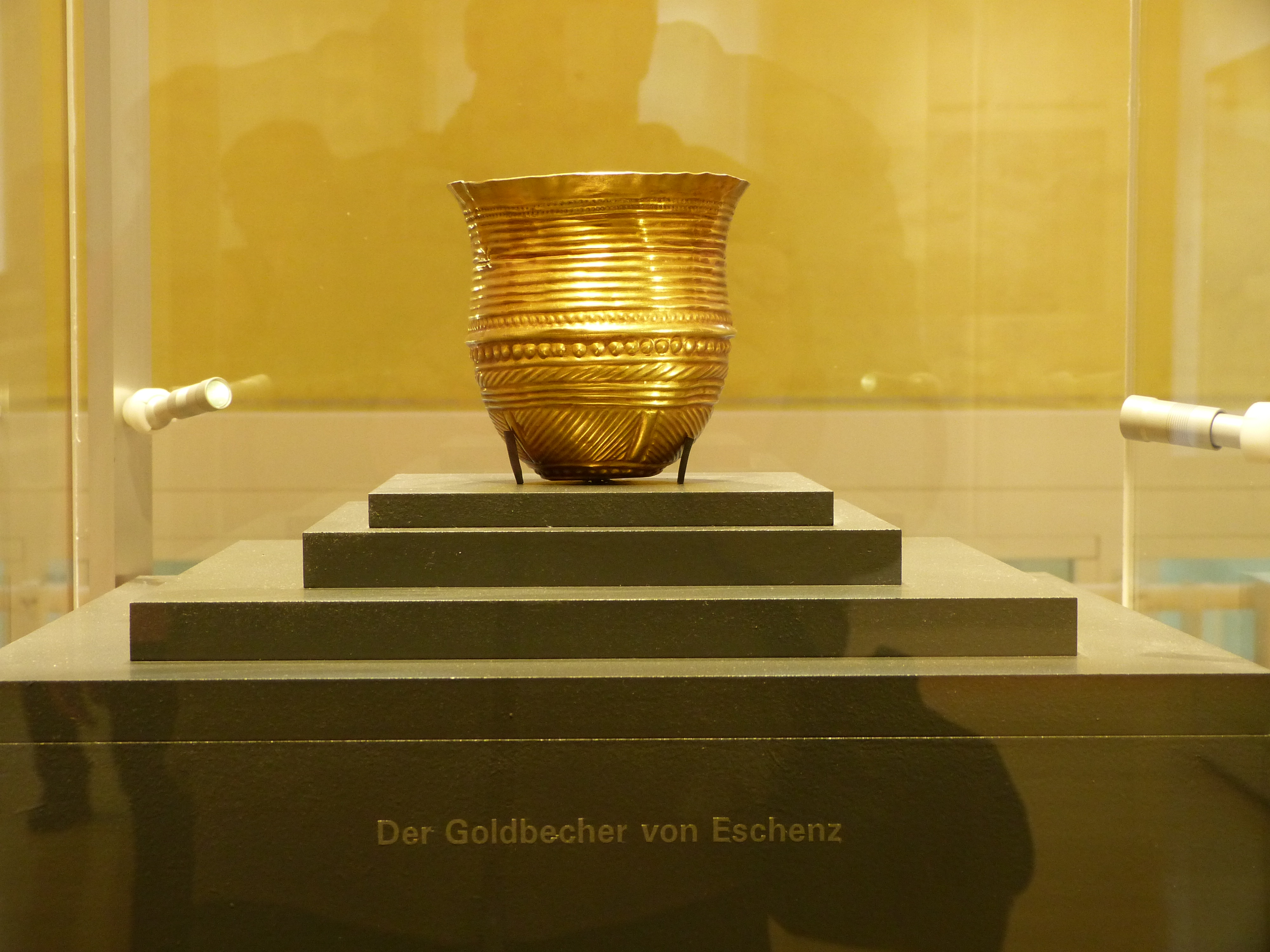
Endneolithischer Goldbecher von Eschenz, Alter ca. 4400 Jahre

Das Museum zeigt archäologische Funde aus dem Kanton Thurgau seit der Jungsteinzeit. Ein Schwerpunkt liegt auf den Pfahlbausiedlungen am Bodensee. Zahlreiche Holzfunde aus Feuchtbodenerhaltung, viele davon aus den Siedlungen des UNESCO-Welterbes Prähistorische Pfahlbauten um die Alpen, ermöglichen dendrochronologische Datierungen. Die frühe Römerzeit in der Region ist durch die Siedlung Tasgetium (Eschenz) vertreten. Dazu kommen Wechselausstellungen und die Demonstration von archäologischen Arbeitsmethoden. Regelmässig werden Themenführungen, museumspädagogische Aktionen und Exkursionen angeboten.
Das Museum wird vom Amt für Archäologie Thurgau betrieben. Die Sammlung mit 100'000 archäologischen Objekten und das gesamte Archiv befinden sich im Amt für Archäologie Thurgau. Artefakte sind ausser im Museum für Archäologie auch in den jeweiligen Regionalmuseen wie dem Historischen Museum Arbon, dem Transitorischen Museum zu Pfyn, dem Turmhof in Steckborn oder dem Dorfmuseum in Eschenz ausgestellt.

## Weblinks

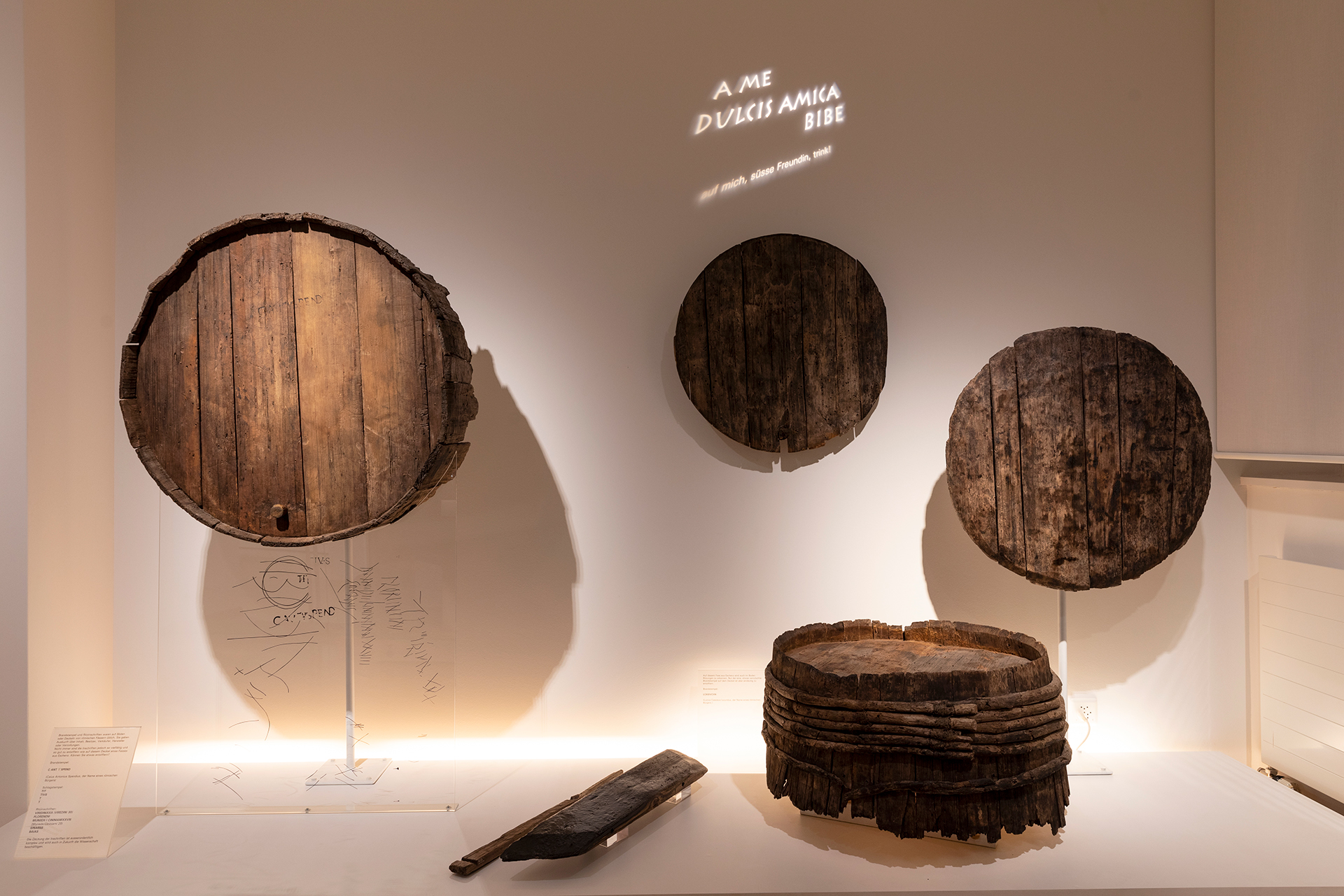
Römische Fässer mit eingeritzten Hinweisen im Museum für Archäologie Thurgau